# 太极宗师之太极门
《太极宗师之太极门》，2017年中国时代剧，由郑嘉颖、唐艺昕、林佑威、白冰、应昊茗、袁冰妍领衔主演，於2017年3月30日在湖南电视剧频道首播，其後於同年4月17日在視頻網站PPTV聚力播出。

## 播出时间

### 首播
| 频道          | 所在地   | 播映日期      | 播出时间                 | 备注     |
| ------------- | -------- | ------------- | ------------------------ | -------- |
| PPTV聚力      | 中国大陆 | 2017年4月17日 |                          |          |
| 八度空间      | 马来西亚 | 2018年3月16日 | 星期一至五 20:30 - 21:30 | 亚洲精选 |
| HUB娛家戲劇台 | 新加坡   | 2018年5月31日 | 星期一至五 20:00-21:00   |          |

## 演员列表

### 主要演员
| 演员   | 角色   | 介绍                                                                     |
| 郑嘉颖 | 朱飘逸 | 與柳迎春相愛，因為一場大火與柳迎春分離。養父被殺被逼入住太極門拜師學藝。 |
| 唐艺昕 | 柳迎春 | 與朱飄逸相愛。                                                           |
| 林佑威 | 马宁儿 | 喜歡柳迎春。自從發現柳迎春喜歡的人不是他是朱飄逸，便對朱充滿怨恨。       |
| 白冰   | 梁思洛 | 與馬寧兒為青梅竹馬，喜歡馬寧兒。                                         |
| 应昊茗 | 陈如风 | 陳家溝陳氏太極門少主，如雨之兄。                                         |
| 袁冰妍 | 陈如雨 | 如風之妹。                                                               |
| 张春仲 | 殷啸天 |                                                                          |
| 何中華 | 陳清源 | 陳家溝陳氏太極掌門，陳如風、陳如雨之父。                                 |
| 鄒廷威 | 張天行 | 張凌海之弟。                                                             |
| 王堯   | 張凌海 | 北方軍閥之一。                                                           |

## 电视剧歌曲
| 曲别   | 歌名         | 演唱者 | 作词   | 作曲 |
| 片头曲 | 大丈夫男儿汉 | 韩磊   | 周杰颖 | 谭旋 |
| 片尾曲 | 用情山水     | 郁可唯 | 段思思 | 谭旋 |
| 插曲   | 在一起       | 于文文 |        | 谭旋 |